# ㅃ
ㅃ (reviderad romanisering: ssangbieup, hangul: 쌍비읍) är en av fem dubbelkonsonanter i det koreanska alfabetet. Den består av två stycken ㅂ.